# Čez temno ogledalo
Čez temno ogledalo (tudi Onstran zrcala, švedsko Såsom i en spegel) je švedski dramski film iz leta 1961, ki ga je režiral in zanj napisal scenarij Ingmar Bergman, v glavnih vlogah pa nastopajo Harriet Andersson, Gunnar Björnstrand, Max von Sydow in Lars Passgård. Zgodba prikazuje mlado in shizofreno Karin (Andersson), ki z družino dopustuje na odmaknjenem otoku. Ob tem poskuša njen oče in pisatelj David (Björnstrand) uporabiti njeno bolezen v svojem delu, brat Minus (Passgård) trpi za spolnimi frustracijami, ona pa doživi blodnjo, v kateri se je prikaže Bog v obliki ogromnega pajka. Zgodba je sestavljena kot igra v treh dejanjih in črpa iz režiserjevih lastnih izkušenj in razmerij.
Snemanje je potekalo na otoku Fårö na priporočilo direktorja fotografije Svena Nykvista, kasneje je še več filmov posnel na tem otoku. Glasbena podlaga vključuje glasbo Johanna Sebastiana Bacha. Film se ukvarja s temami enačenja Boga z ljubeznijo, izkoriščanja v umetnosti, psihoze in spolnosti. Premierno je bil predvajan 16. oktobra 1961 in naletel na dobre ocene kritikov.  Na 34. podelitvi je prejel oskarja za najboljši tujejezični film, naslednje leto pa je bil nominiran še za najboljši izbirni scenarij. Nominiran je bil tudi za nagradi BAFTA za najboljši film in tujo igralko (Andersson). Leta 1963 je Bergman posnel tematsko povezana filma Zimski sij in Tišina.

## Vloge
- Harriet Andersson kot Karin
- Gunnar Björnstrand kot David
- Max von Sydow kot Martin
- Lars Passgård kot Minus